# Catacomba di Sant'Ermete
La catacomba di Sant'Ermete (detta anche di Bassilla) è una catacomba di Roma, posta sull'antica via Salaria vetus, oggi in via Bertoloni, nel moderno quartiere Pinciano.

## Toponimo
La catacomba è conosciuta nei documenti antichi con due nomi. Il più antico è quello di Bassilla, sulla cui identificazione vi è ancora incertezza fra gli studiosi: può trattarsi della proprietaria del terreno in cui fu scavato il cimitero ipogeo nella prima metà del III secolo, oppure della martire ricordata dalla Depositio martyrum il 22 settembre e morta durante la persecuzione ordinata dall'imperatore Diocleziano nel 304. Non si esclude un caso di omonimia, per cui con Bassilla si intenderebbero due persone distinte, con lo stesso nome. Sant'Ermete invece è il nome del martire più conosciuto sepolto nella nostra catacomba.

## Martiri
Le più importanti ed antiche fonti liturgiche ricordano la sepoltura, nel cimitero sulla Salaria vetus, di quattro martiri: Ermete, Proto, Giacinto e Bassilla. I cataloghi e gli itinerari per pellegrini dell'Alto medioevo aggiungono i nomi di altri santi martiri: Crispo, Ercolano, Leopardo, Vittore e Massimiliano (chiamato anche Massimo). Di questi ultimi le notizie sulla vita e soprattutto sulla morte sono incerte e confuse: di fatto non si conosce quasi nulla di loro, e non vi sono riscontri monumentali importanti che confermino la loro presenza nel cimitero in questione o un culto a loro dedicato.
Relativamente ai quattro principali martiri della catacomba, esistono invece riscontri monumentali che confermano le fonti letterarie antiche. Di Bassilla abbiamo alcune iscrizioni provenienti dalla nostra catacomba, ed oggi conservate al Museo Pio Cristiano in Vaticano, in cui alcuni defunti si raccomandano all'intercessione della santa; inoltre l'itinerario medievale per pellegrini, la Notitia ecclesiarum urbis Romae, attesta l'esistenza di una basilica nel sopraterra dedicata alla santa, di cui però si sono perse le tracce. Degli altri tre martiri, Ermete, Proto e Giacinto, esistono sufficienti e comprovati riscontri che ne attestano la sepoltura nella catacomba di Bassilla: ossia una basilica semipogea e le loro tombe.

## Storia
Il cimitero sulla via Salaria vetus fu tra i primi ad essere scoperto, quando, nel 1576, i Gesuiti vi costruirono sopra un collegio per i loro studenti. Esso fu studiato da Antonio Bosio, che lo esplorò nel dicembre 1608. Recenti indagini hanno messo in luce, nei pressi della basilica semipogea di Sant'Ermete, un oratorio medievale, che lascia supporre l'esistenza a Bassilla di un monastero, su cui però le fonti tacciono completamente.

## Topografia e descrizione
Il cimitero, che risale alla prima metà del III secolo, è disposto su tre livelli, e recenti studi hanno evidenziato l'esistenza, nel sopraterra, di un'antica necropoli subdiale (ossia sub-divus, “sotto il cielo”). Dal punto di vista storico-artistico meritano attenzione soprattutto tre luoghi del nostro cimitero: la basilica semipogea di sant'Ermete, l'oratorio medievale, e la cripta dei santi Proto e Giacinto.

### Basilica di sant'Ermete
Il primo che identificò l'ambiente fu Antonio Bosio il quale vi trovò un'iscrizione che confermava l'attribuzione della basilica a Ermete. Essa si impiantò in strutture preesistenti molto antiche: alcuni studiosi, tra cui il sacerdote gesuita Giuseppe Marchi, parlano di un ninfeo di una villa romana, abbandonata agli inizi del III secolo, e trasformata per usi funerari. Qui venne sepolto il nostro martire, la cui cripta fu trasformata in basilica sotto il pontificato di papa Damaso I (366-384). Essa subì diversi rifacimenti e restauri nei secoli successivi, anche in età moderna. Della basilica oggi restano l'abside con la cattedra ed un matroneo, mentre l'attuale copertura è dovuta ai lavori fatti eseguire dai Gesuiti alla fine del XVII secolo. Dalla basilica si accede alle gallerie della catacomba.

### Oratorio medievale
In epoca medievale, nella parete di sinistra della basilica, fu aperto un oratorio monastico. Nel 1940 l'archeologo Sandro Carletti vi ha scoperto una nicchia affrescata, ove sono raffigurati un busto di Cristo con angeli, con barba e capelli lunghi; e una Madonna in trono con bambino, gli arcangeli Gabriele e Raffaele ed i santi Ermete, Giovanni evangelista e Benedetto. Questi affreschi sono stati datati tra l'XI ed il XII secolo.

### Cripta dei santi Proto e Giacinto
Il luogo di sepoltura dei due martiri Proto e Giacinto fu interessato in epoca antica da frane, che costrinsero papa Damaso a rifare completamente la loro cripta per migliorarne le condizioni; in particolare fu rialzato il pavimento, cosa che portò all'occultazione della tomba del martire Giacinto. Il loculo originario in cui fu sepolto Proto non è ancora stato identificato, benché il gesuita Marchi, nell'Ottocento scoprì resti di un'iscrizione con le parole sepulcrum Proti. Mentre, sensazionale, dal punto di vista archeologico, fu la scoperta, il 21 marzo 1845, del loculo originario del martire Giacinto, ancora perfettamente chiuso e conservato, con la presenza di ossa combuste, segno che Giacinto subì il martirio con il fuoco, e filamenti d'oro; la lastra marmorea che chiude il loculo reca l'iscrizione: Dp III septebr Yacinthus martyr. Oggi sul posto è stata collocata una copia, mentre la lastra originaria e le reliquie sono state trasferite al collegio Urbaniano sul Gianicolo.